# Шилкі
Шилкі (д/н — 882) — 5-й ельтебер (володар) волзьких болгар у 865—882 роках.

## Життєпис
Походив з династії Дуло. Також ймовірно за жіночою лінією був онуком угорського хана Уг'єка (Ід'єка), якого ймовірно в руських літописах ототожнюють з Лебедієм. Останній тривалий час боровся проти Хозарського каганату. Шилкі вважається сином Айдара.
Шилкі є першим правителем волзьких булгар про якого є більш вірні відомості. Прийняв іслам, змінивши ім'я на Абдаллу (Габдалу). Це ймовірно було пов'язано з продовження політики, спрямованої на здобуття повної незалежності від хозар. В цьому Шилкі планував спиратися на Багдадський халіфат. Втім не приєднав до антихозарського повстання 867 року передкавказьких тюркських племен.
Деякі дослідники припускають, що за його панування засновано столицю Великий Булгар, проте це непевно. Йому спадкував старший син Батир-Мумін.